# Чичария
Чичария (на словенски: Čičarija; на хърватски: Ćićarija; на италиански: Cicceria) е планина в Динарските планини. Тя се намира на границата между Словения и Хърватия. Най-високият връх е Велики Планик с височина от 1272 m н.м.р. Дължината ѝ е около 45 km, а ширината – около 10–15 km.